# Acrochasma
Acrochasma, manji rod zelenih algi iz porodice Characiaceae. Postoje dvije priznate vrste. Za Acrochasma deflexum se navodi da je slatkovodna vrsta.
Acrochasma uncum, sinonim je za Acrochasma viride (Scherffel) Fott.

## Vrste
1. Acrochasma deflexum Korshikov
2. Acrochasma viride (Scherffel) Fott